# Polsat Sport
Polsat Sport 1 — польский спортивный телеканал, первый спортивный телеканал медиагруппы Polsat, вещающий с 2000 года. С 2007 года вещает в формате высокой чёткости.

## История
Причиной для образования телеканала стала подготовка Польши к покупке прав на показ матчей чемпионата мира по футболу 2002 года и Лиги чемпионов УЕФА. Запуск телеканала состоялся 11 августа 2000. 15 октября 2005 был запущен второй канал Polsat Sport Extra, а 12 октября 2007 состоялся переход на формат высокой чёткости, ознаменованный запуском телеканала Polsat Sport HD.
С 22 февраля 2013 работает спортивный портал PolsatSport.pl, на котором размещаются новости спорта, фото- и видеоматериалы о важнейших событиях в мире спорта.

## Отличительные особенности
Помимо прямых трансляций, на телеканале в эфир выходят ток-шоу и аналитические программы со специально приглашёнными гостями. В сутки телеканал может работать от 18 до 24 часов, по выходным он работает круглосуточно. Число телезрителей колеблется в районе отметки в 4 миллиона человек (в основном это абоненты коммуникационной компании Polsat или обладающие подключением к кабельной сети).
Телеканал установил два рекорда 7 и 8 июля 2012, когда большинство телезрителей смотрело по Polsat Sport финал Уимблдонского турнира между Сереной Уильямс и Агнешкой Радваньской (около 1 млн. 125 тыс. человек), а также полуфинальные и финальные матчи сборной Польши по волейболу в Мировой лиге против Болгарии и США соответственно (за поединками следило примерно 4,3 млн. человек).

## Polsat Sport 1 HD
Тестовое вещание Polsat Sport 1 HD началось 12 октября 2007, а официальный запуск состоялся 14 августа 2008 после того, как Государственный совет радиофонии и телевидения выдал лицензию новому телеканалу в апреле месяце. Polsat Sport HD стал третьим спортивным HD-телеканалом в Польше в хронологическом порядке: до него уже были запущены Canal+ Sport HD и Canal+ Sport 5 HD.
До официального запуска телеканал транслировал все матчи чемпионата Европы по футболу 2008 в формате HD. Сетка вещания его кардинально отличалась от телеканала Polsat Sport 1, вещавшего в SD-формате. Однако синхронизация обоих каналов была утверждена 1 июня 2012: отныне Polsat Sport HD транслирует то же самое, что и обычный Polsat Sport, но в формате высокой чёткости (1080i, 16:9).

## Комментаторы
- Матеуш Борек
- Божидар Иванов
- Роман Колтонь
- Ежи Мелевский
- Томаш Влодарчик
- Томаш Швендровский
- Каролина Шостак
- Марцин Феддек
- Кжиштоф Ванё
- Павел Вуйцик

## Права на показ

### Футбол
- Чемпионат мира по футболу 2018 (отборочный турнир)
- Чемпионат Европы по футболу 2016 (отборочный турнир)
- Чемпионат Европы по футболу (юноши до 19 лет)
- Чемпионат Европы по футболу среди молодёжных команд
- Лига Наций УЕФА
- Матчи сборной Польши
- Товарищеские матчи и турниры
- Первая лига Польши по футболу (Fortuna 1 Liga)
- Кубок Польши по футболу
- Суперкубок Польши по футболу
- Эредивизи
- Чемпионат Чехии по футболу (Fortuna:Liga)
- MLS
- Чемпионат Шотландии по футболу (Премьершип)
- Кубок Франции по футболу
- Матчи ФК «Ювентус»
- Лига Чемпионов УЕФА (каналы Polsat Sport Premium)
- Лига Европы УЕФА (каналы Polsat Sport Premium)
- Суперкубок УЕФА

### Волейбол
- Чемпионаты мира среди мужчин и среди женщин (отборочные турниры и финальные этапы)
- Чемпионаты Европы среди мужчин и среди женщин
- Мировая лига
- Мировой Гран-при
- Кубок мира
- Клубные чемпионаты мира
- Чемпионаты Польши среди мужчин и среди женщин
- Кубки Польши среди мужчин и среди женщин
- Лига чемпионов ЕКВ
- Кубок Европейской конфедерации волейбола
- Кубок вызова ЕКВ
- Матчи мужской и женской сборных Польши
- Товарищеские турниры и матчи

### Баскетбол
- Чемпионат Польши (Таурон Баскет Лига)
- Кубок Польши (Интермарше Баскет Кап)
- Суперкубок Польши по баскетболу
- Матчи мужской сборной Польши
- Чемпионат Европы по баскетболу среди мужчин

### Теннис
- Уимблдонский турнир
- ATP World Tour Masters 1000
- ATP World Tour 500
- ATP World Tour Finals
- WTA International Series

### Велоспорт
- Чемпионат мира по трековым велогонкам
- Чемпионат мира по шоссейным велогонкам
- Чемпионат мира по велогонкам в классе BMX
- Чемпионат мира по маунтинбайку
- Tour de Romandie
- Tour de Suisse
- Tour des Flandres

### Бокс
- Бои с участием боксёров из Польши
- Wojak Boxing Night
- Polski Boks Amatorski
- KnockOut Promotions
- Sauerland Event
- Бои за титул чемпиона, транслируемые на HBO
- Uniwersum
- Top Rank

### Гандбол
- Чемпионат Польши среди мужчин
- Чемпионат Польши среди женщин
- Кубок Польши среди мужчин
- Кубок Польши среди женщин
- Матчи мужской и женской сборных
- Товарищеские матчи и турниры

### Регби
- Чемпионат мира по регби
- Кубок европейских наций
- Матчи сборной Польши
- Чемпионат Польши по регби

### Лёгкая атлетика
- Бриллиантовая лига IAAF

### Автоспорт и мотоспорт
- Формула 1
- Porsche Supercup
- Чемпионаты мира WRC, WRC 2 и WRC 3
- Серия MotoGP
- Серия Moto2
- Серия Moto3

### Боевые искусства
- Турнир KSW
- Турнир MMA Attack

### Прочее
- Мировой тур по пляжному волейболу
- F1 Powerboat Racing
- Открытый чемпионат Великобритании по гольфу
- Межконтинентальный кубок по пляжному футболу
- Супербоул
- Чемпионат мира по шорт-треку
- Чемпионат Европы по шорт-треку
- Кубок мира по шорт-треку
- Кубок мира по сноубордингу
- Кубок мира по конькобежному спорту